# Špilja na Gradini kod Premanture
Špilja na Gradini kod Premanture este o arie protejată (sit de importanță comunitară — SCI) din Croația întinsă pe o suprafață de 0,78 ha, integral pe uscat.

## Localizare
Centrul sitului Špilja na Gradini kod Premanture este situat la coordonatele 44°48′36″N 13°54′28″E / 44.80995°N 13.907663°E.

## Înființare
Situl Špilja na Gradini kod Premanture a fost declarat sit de importanță comunitară în iulie 2013 pentru a proteja un număr necunoscut de specii din flora spontană și fauna sălbatică aflate în arealul zonei.

## Biodiversitate
Situată în ecoregiunea mediteraneană, aria protejată conține 1 habitat natural: Peșteri inaccesibile publicului.
La baza desemnării sitului se află un număr nedeclarat de specii protejate.